# Mogador Essaouira
 (janvier 2017).
Mogador Essaouira est une future station balnéaire marocaine, faisant partie du Plan azur. Elle se situe au sud de la ville d'Essaouira sur près de 600 ha.
Le projet a été confié à un ensemble d'aménageurs belges et français Thomas & Piron, Colbert Orc, l'Atelier chargés de la construction et la commercialisation des produits immobiliers et des infrastructures diverses et Risma, filiale du  groupe Accor (France) chargée de la gestion des hôtels.
Le site comportera des appartements, villas, résidences touristiques, 6 800 lits en hôtellerie, 3 golfs de 18 trous chacun, un centre commercial, des loisirs, un parc, un centre spa et un centre nautique, etc. 
- Les travaux ont commencé en mai 2006
- Le premier  hôtel ouvrira fin 2009
- Ouverture de l'Hotel Sofitel Essaouira Mogador Golf & Spa le 1er mars 2011, le Resort numéro 1 à la station et au Maroc.
- Le projet devrait être terminé en 2013